# Mühlbach (Gleiritsch)
Der Mühlbach ist ein 5,6 km langer, rechter Zufluss der Gleiritsch in der Oberpfalz in Bayern. Der Mühlbach entspringt in mehreren Quellen östlich von Tännesberg in der Nähe der Sankt Jodokkirche im Tännesberger Wald im Waldstück Vogelherd und mündet zwischen Lampenricht und Sägmühle in die Gleiritsch.

## Name
Am Bachlauf nutzte man früher die Wasserkraft zum Betrieb  mehrerer Mühlen  (Neumühle, Schneglmühle, Boxmühle). Es wurden auch zwei Schneidsägen betrieben. Daher kam es zu dem Namen. Eine Geländeformation am Bachlauf zwischen der Neumühle und Pilchau heißt in Anlehnung an den Bachlauf Mühlbühl.

## Verlauf
Der Mühlbach entspringt in mehreren Quellen im Waldstück Vogelherd im Tännesberger Wald. Östlich an der St.-Jodok-Kirche vorbei fließt das Gewässer nördlich der Ortschaft Pilchau zwischen dem Zislesberg und dem Mühlbühl in Richtung Neumühle und weiter zur Schneglmühle. Dort unterquert der aus dem Gemeindegebiet Tännesberg kommende Wasserlauf in Höhe Zieglhäuser die B 22. Seit Jahren haben sich an dieser Stelle in dem naturbelassenen Gelände Biber angesiedelt. Auf dem Gebiet der Gemeinde Gleiritsch fließt der Mühlbach an der Boxmühle und an Lampenricht vorbei, bevor er in die Gleiritsch mündet.

## Zuflüsse
- Ein aus Richtung St. Jodok kommender unbenannter Wasserlauf fließt nördlich der Neumühle von rechts in den Mühlbach.
- Ein aus Richtung Tännesberg kommender unbenannter Wasserlauf fließt zwischen Neumühle und Schneglmühle von rechts in den Mühlbach.
- Nordöstlich von Zieglhäuser fließt ein unbenannter Wasserlauf nach der Unterquerung der B 22 von rechts in den Mühlbach.
- Bei Lampenricht fließt der Pilchaubach von links in den Mühlbach

## Bildergalerie

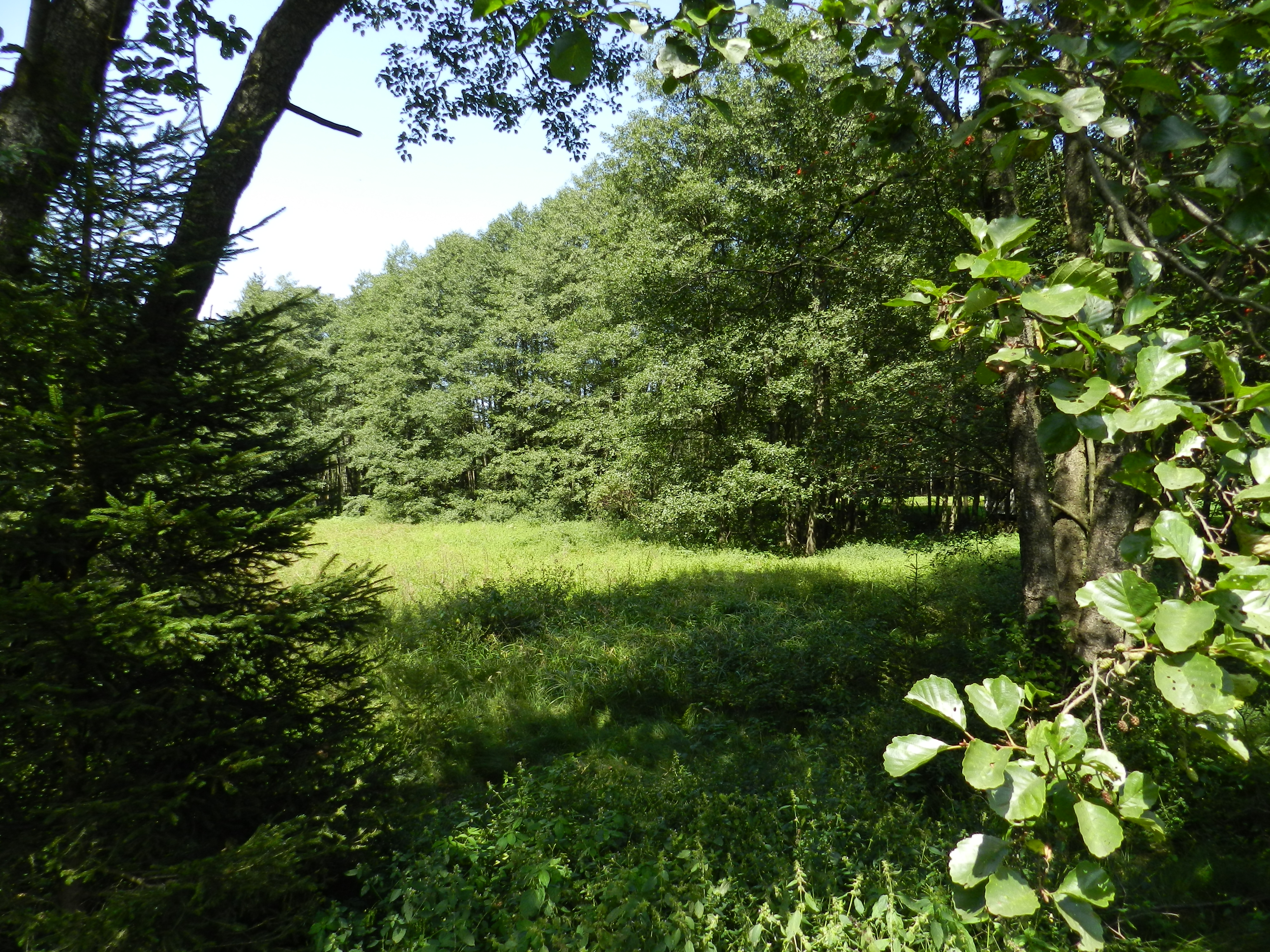
Quellgebiet im Tännesberger Wald
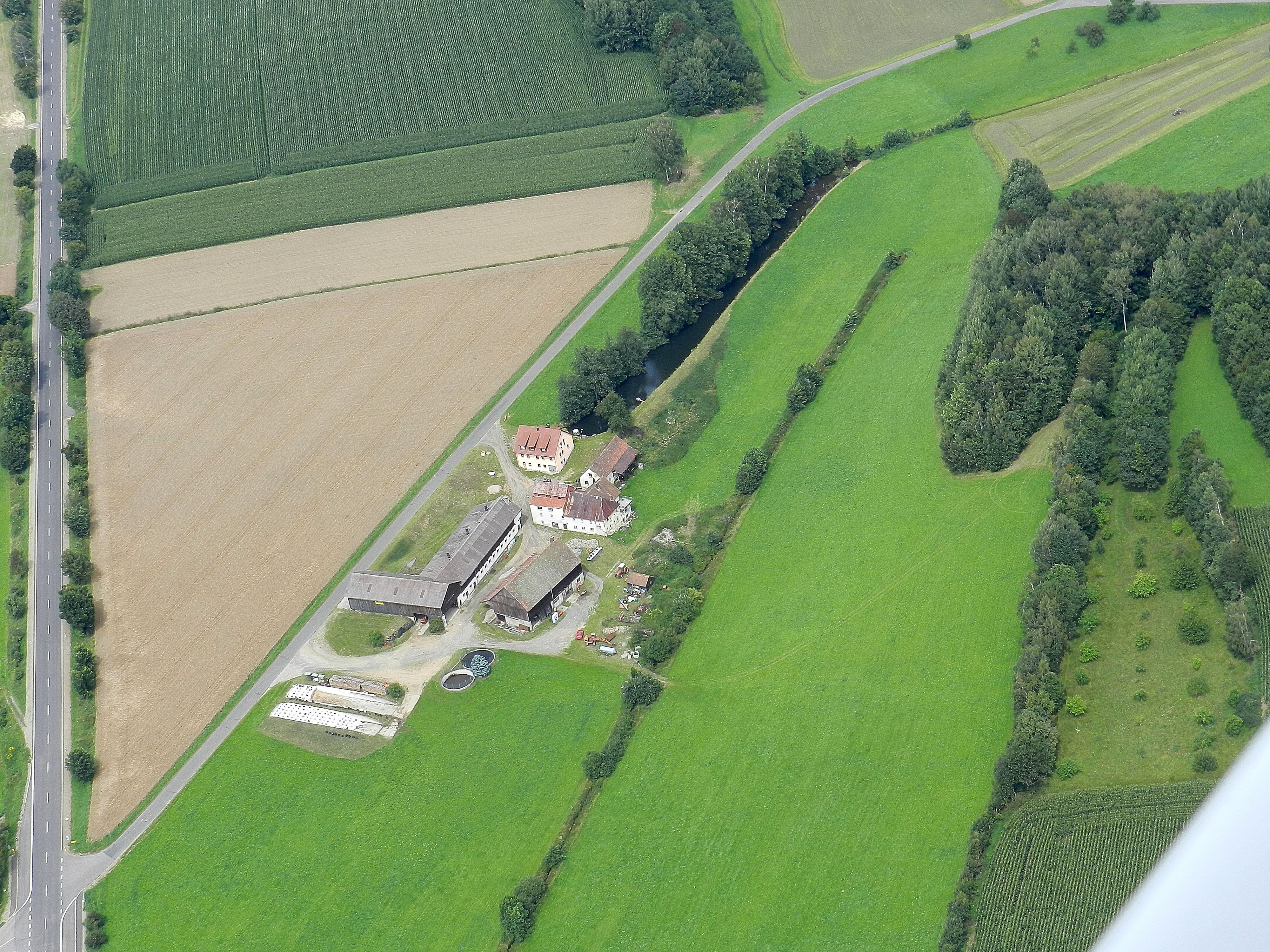
Schneglmühle mit Mühlbach (2011)
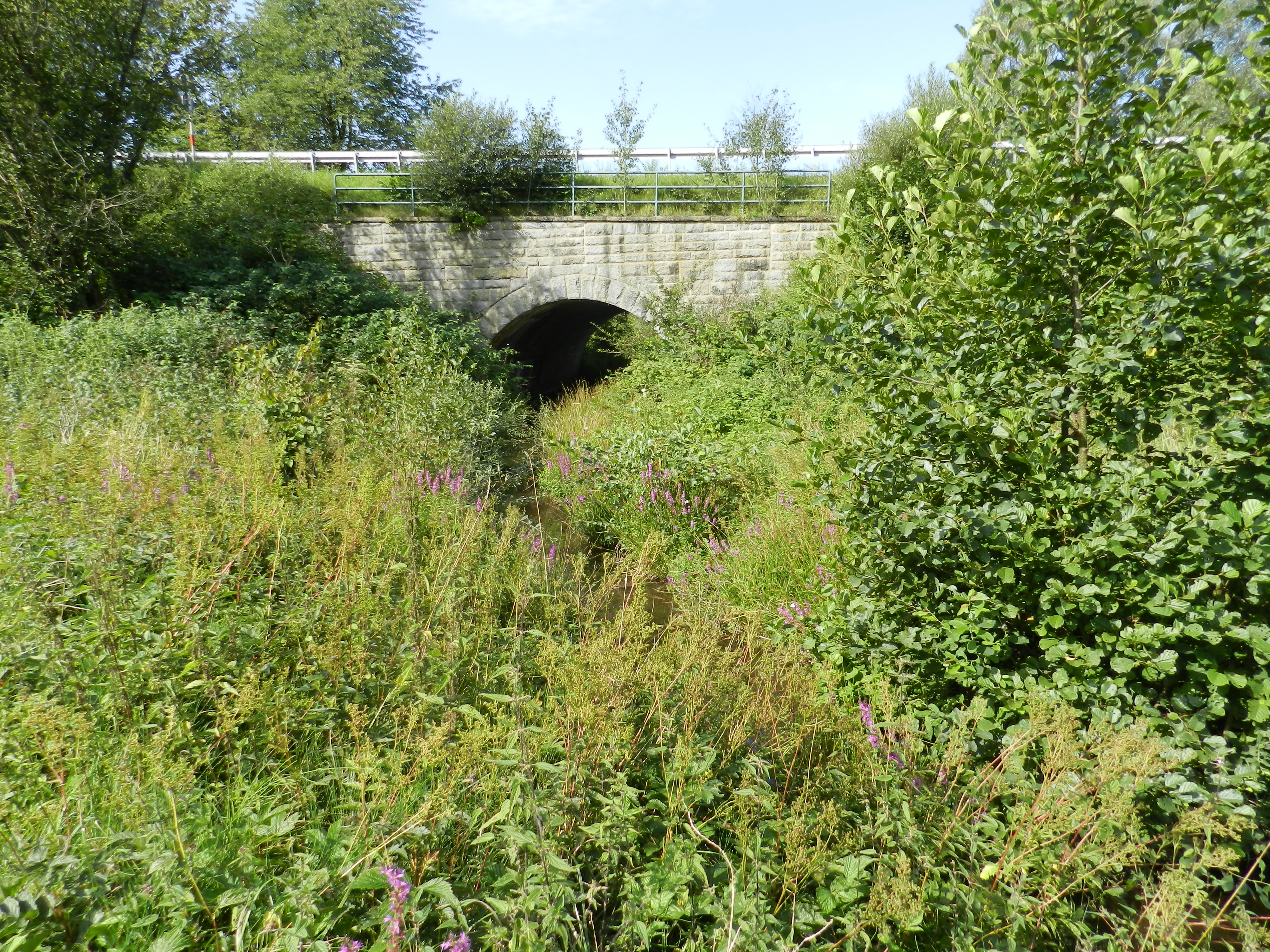
Unterquerung B 22 bei Zieglhäuser (2011)
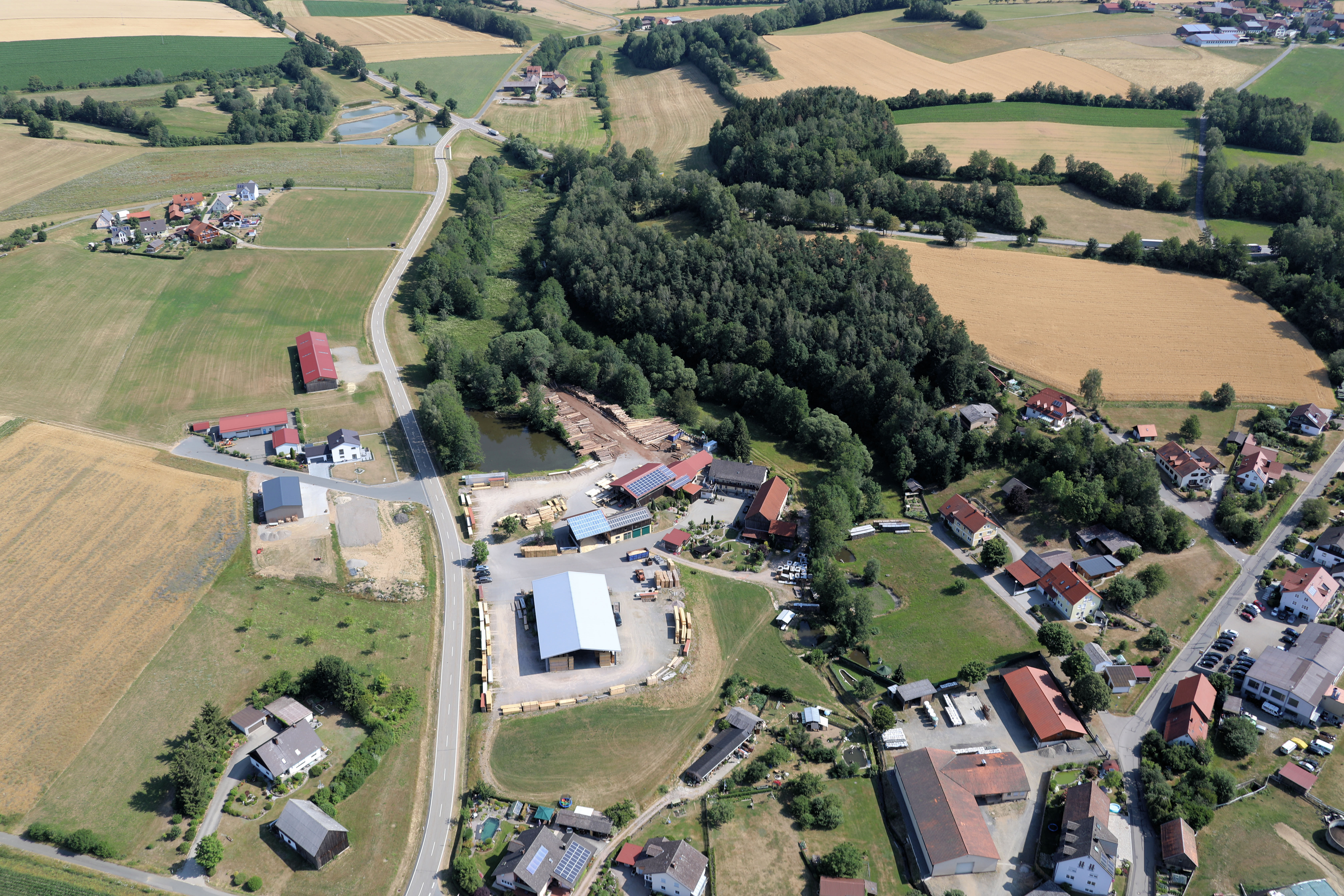
Mühlbach bei Lampenricht (2019)